# American Exce$$
 (mars 2025).
Si vous disposez d'ouvrages ou d'articles de référence ou si vous connaissez des sites web de qualité traitant du thème abordé ici, merci de compléter l'article en donnant les références utiles à sa vérifiabilité et en les liant à la section « Notes et références ».
Albums de  Point Blank
The Hard Way
(1980) On A Roll
(1982)
American Exce$$ est le cinquième album studio du groupe de rock sudiste Point Blank. Il est sorti en 1981.

## Titres
| No | Titre                        | Durée |
| -- | ---------------------------- | ----- |
| 1. | Let Me Stay With You Tonight | 3:13  |
| 2. | Walk Across The Fire         | 2:30  |
| 3. | Nicole                       | 3:59  |
| 4. | Go On Home                   | 3:25  |
| 5. | The Gataway                  | 4:14  |
| 6. | The Way You Broke My Heart   | 3:00  |
| 7. | Restless                     | 4:28  |
| 8. | Cadillac Dragon              | 3:44  |
| 9. | Do It All Night              | 3:56  |